# 実験機械製造設計局

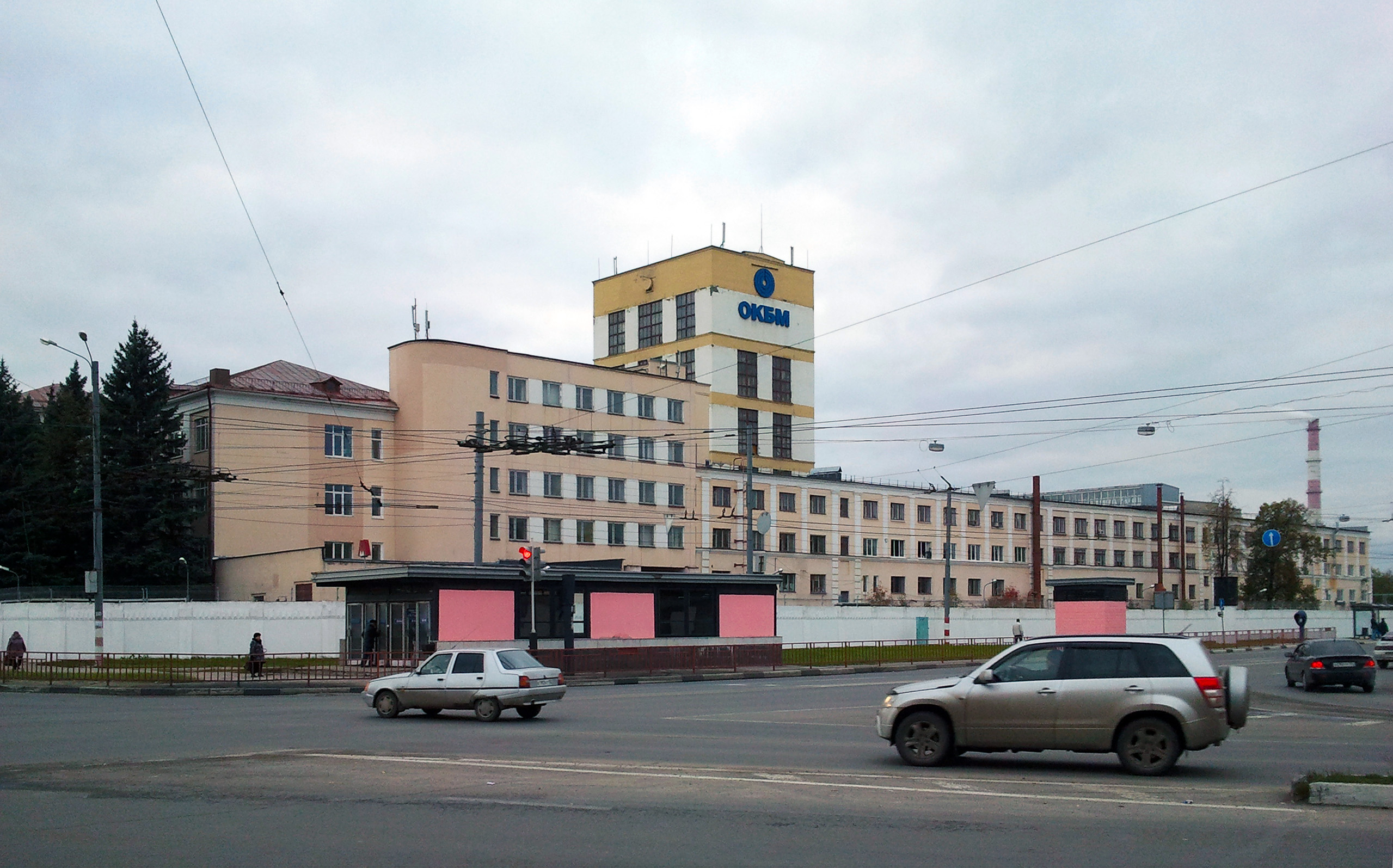
ニジニ・ノヴゴロド所在、OKBM Afrikantov本社屋

実験機械製造設計局,OKBM(ロシア語:Акционерное Общество "Опытное Конструкторское Бюро Машиностроения им. И.И.Африкантова" ロシア語略称:АО «ОКБМ Африкантов» 英語 I.I. Afrikantov OKB Mechanical Engineering)は、ロシアの原子力開発企業である。ニジニ・ノヴゴロドに所在しロスアトムグループに属する。
1945年に設立された設計局で、1998年に過去に所長をつとめた、I. I.アフリカントフにちなんで名前が変更された。
ウラン濃縮プラントやプルトニウム生産炉、原子力砕氷船や原子力潜水艦の原子炉、ナトリウム冷却高速炉BNシリーズ(BN-350、BN-600、BN-800)の設計・製造を行った。
現在、BN-1200や 地域熱供給原子炉、水上原子力発電所アカデミック・ロモノソフ等の設計を行なっている。